# (II.) Olaf dán király
Olaf Haraldsen (meghalt 1143-ban) dán ellenkirály és Skåne uralkodója. Nem szerepel a Dán Királyság hivatalos uralkodólistáján.
Olaf Harald Kesja egyik fia volt, Harald pedig II. Erik dán király féltestvére, aki maga is uralkodói babérokra tört és Erik ellen küzdött a foteviki csatában. A vesztett csata után, 1135 februárjában II. Erik Vejne mellett utolérte Haraldot, elfogta és nyolc fiával együtt lefejeztette. A vérengzésből egyedül a fiatal Olaf menekült meg nőnek öltözve.
Erik király 1137-es halála után Olaf Haraldsen hazatért, hogy követelje az örökségét. Ám mivel apja árulónak számított, birtokait a korona elkobozta és az új király, III. Erik megtagadta a visszaszolgáltatásukat. Hogy bosszút álljon, Olaf  a skånei Lund mellett rátámadt a királyra, de támadása sikertelen volt és kénytelen volt Svédországba menekülni. 1139-ben visszatért Skåneba és négy évig tartó véres polgárháborúba kezdett a koronáért.
Az egyik sjællandi portya során egy vesztett csata miatti bosszúból megölte a roskildei püspököt, Rikét, amiért a pápa később kiátkozta az egyházból.
1139-ben vagy 1140-ben Olaf Haraldsen kikiáltotta magát Skåne királyának. Lund városa és Eskil lundi érsek ellenállt, mire Olaf megostromolta a várost és a védők az érsekkel együtt beszorultak a katedrálisba. Az érsek megesküdött hogy elismeri Olafot királyának és túszokat is adott szava alátámasztására, de amint erre lehetősége adódott, elmenekült III. Erikhez.
Erik király ennek hallatán nagy sereget és hajókat gyűjtött és átkelt az Øresundon a mai Landskrona mellett érve partot. Olaf Haraldsen csapatai már vártak rá és súlyos vereséget mértek a király és az érsek seregére. A király nem sokkal később új csapatokat gyűjtött és ezúttal az éj leple alatt biztonságosan átkelt a tengerszoroson. Ellenállás nélkül értel el Lund városáig és meglepték a lázadókat. Olaf kénytelen volt újból Svédországba menekülni.
1142-ben Olaf újra betört Blekinge tartományba, de visszaűzték. 1143-ban újból próbálkozott és Skåne-ban a tjutebroi csatában emberei nagy részével együtt megölték.

## Fordítás
- Ez a szócikk részben vagy egészben  az   Oluf II Haraldsen című norvég Wikipédia-szócikk ezen változatának fordításán alapul.  Az eredeti cikk szerkesztőit annak laptörténete sorolja fel. Ez a jelzés csupán a megfogalmazás eredetét és a szerzői jogokat jelzi, nem szolgál a cikkben szereplő információk forrásmegjelöléseként.